# Centro cultural Casa de Vacas
El Centro Cultural Casa de Vacas es un centro cultural español fundado en 1987 en el edificio histórico Casa de Vacas que se encuentra en el Parque del Retiro de Madrid. Está integrado dentro del Paisaje de la Luz, un paisaje cultural que fue declarado Patrimonio de la Humanidad el 25 de julio de 2021.

## Descripción
El Centro Cultural Casa de Vacas se creó en 1987 dentro del recinto del Parque del Retiro. Está gestionado por la Junta de Distrito de Retiro del Ayuntamiento de Madrid para impulsar su política de acercamiento el del arte al público general.
El edificio de la Casa de Vacas en la que se encuentra fue construido en 1874 como vaquería, convirtiéndose a principios del siglo XX en la sala de fiestas Pavillón. Un incendio destruyó casi por completo el edificio, siendo rehabilitado posteriormente y convertido en centro cultural. El Centro Cultural cuenta con espacios expositivos y un teatro con aforo de 130 personas.
Se han realizado numerosas muestras de pintura de artistas como Pedro Sandoval, Santos Hu, Antonio de Felipe y François Legrand entre otros. En sus dependencias se han celebrado certámenes como el Salón de Otoño, el Certamen de Pintura Rápida, Premio de Pintura BMW, etc.
La terraza exterior, donde en el siglo XIX se realizaba la degustación de leche, está dedicada a realizar exposiciones de escultura monumental de artistas como Víctor Ochoa, Manuel Pereda de Castro o Antonio Pérez de Castro.